# Englerophytum magalismontanum
Englerophytum magalismontanum là một loài thực vật có hoa trong họ Hồng xiêm. Loài này được (Sond.) T.D.Penn. mô tả khoa học đầu tiên năm 1991.

## Hình ảnh

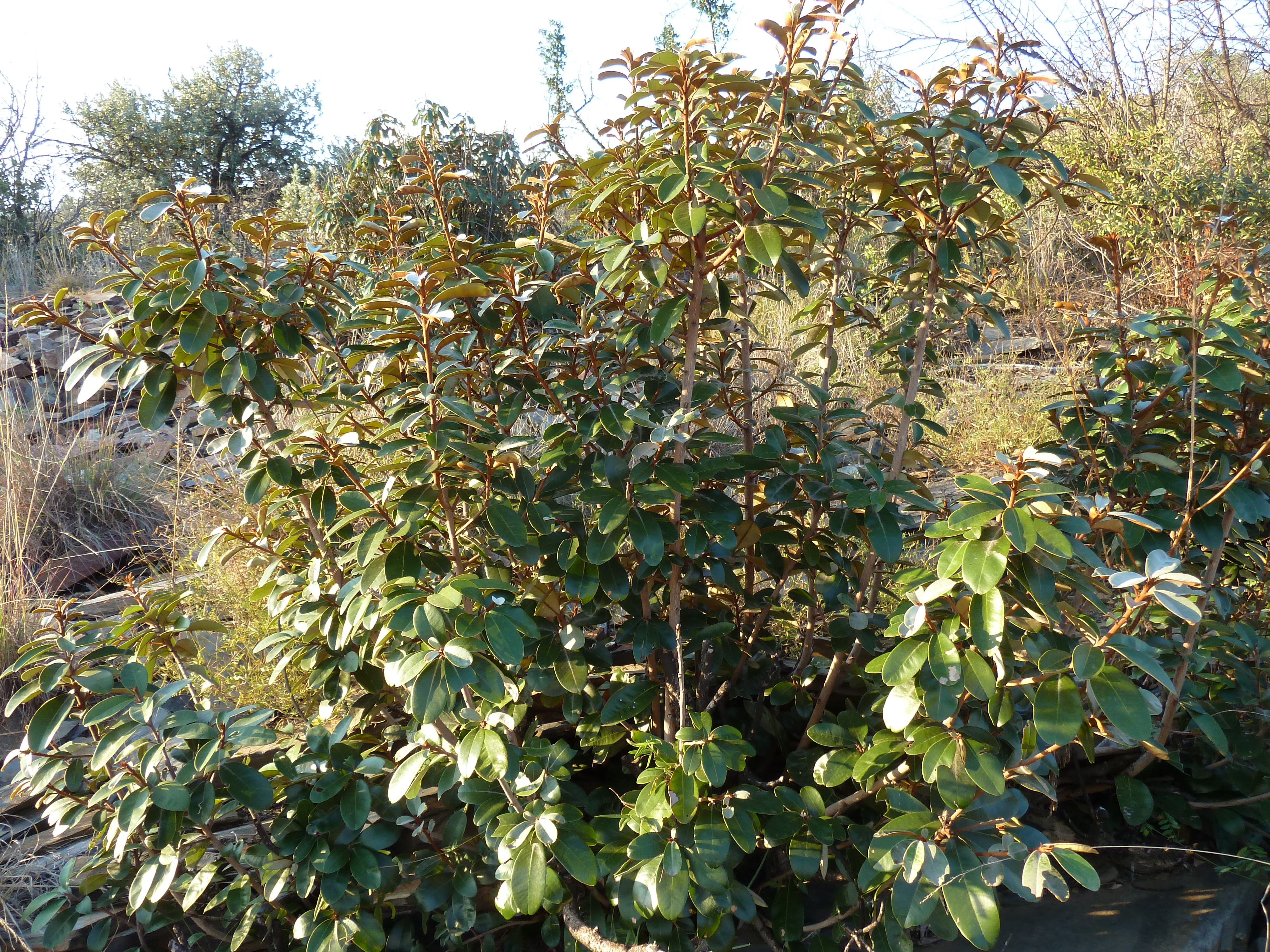
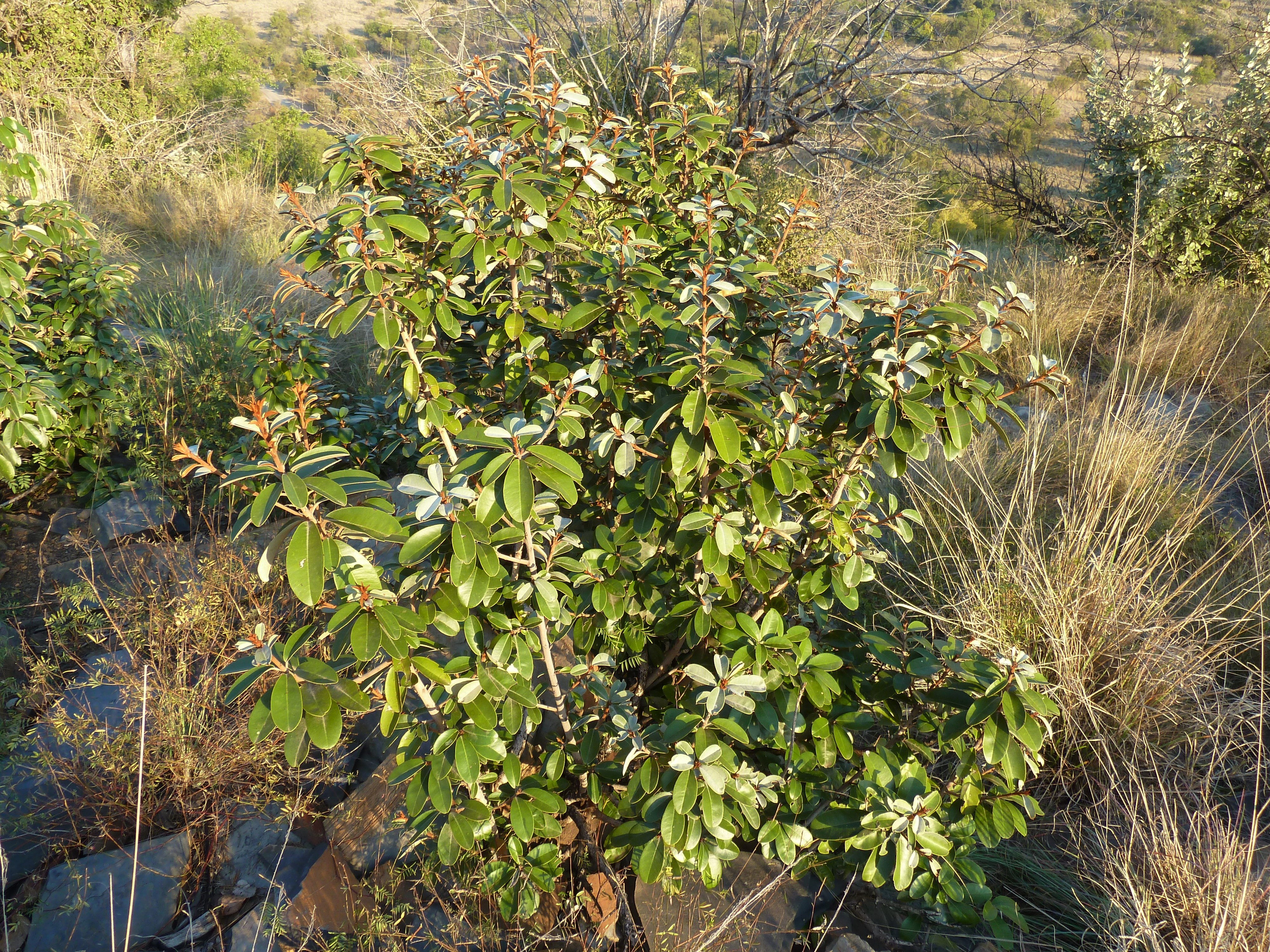
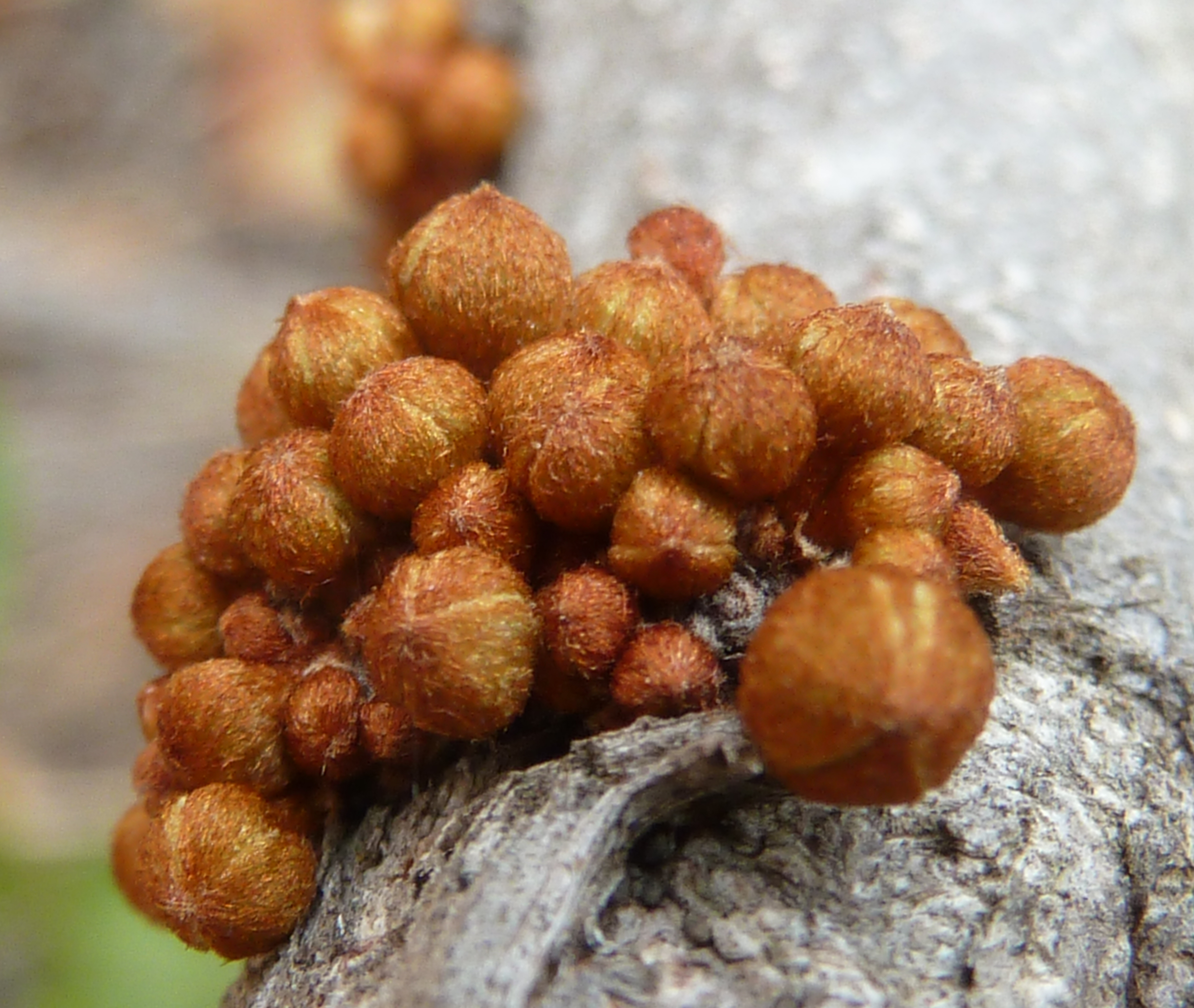
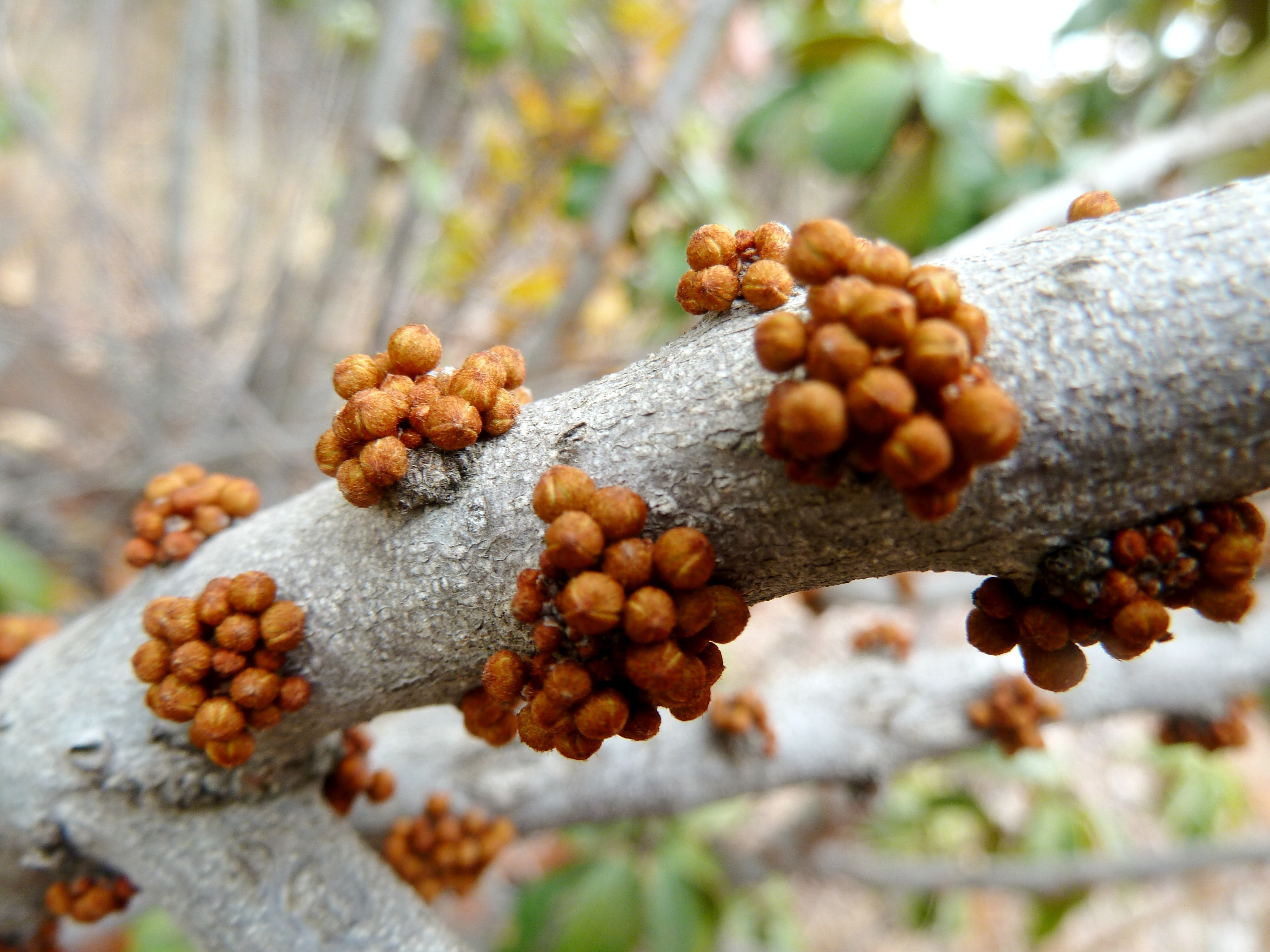